# Nový Ronov
Zámek Nový Ronov stával v obci Oskořínek, asi 8 km od Nymburka.

## Historie
Původně zde stál hrádek, jenž je poprvé uváděn k roku 1638. V 18. století došlo na jeho místě k postavení barokního zámku. Před rokem 1857 došlo k přestavbě zámku na cukrovar. Ve 30. letech 20. století byl zámek zbořen.

## Popis
Součástí zámku byla terasa s barokními sochami. Jediné vyobrazení zámku se dnes nachází na oltáři kostela sv. Václava v Hrubém Jeseníku. Ve 30. letech po zboření zámku, zůstal zachován pouze hospodářský dvůr. Za zámkem se rozkládal park s bažantnicí a sochami, ze kterých se dodnes zachovaly pouze dvě.